# 細矢聖樹
細矢 聖樹（ほそや せな、2003年3月16日 - ）は、ジャパンラグビーリーグワンの静岡ブルーレヴズに所属しているラグビーユニオン選手。

## 略歴
小4年の時に、世田谷区ラグビースクールでラグビーを始める。中2の冬の2017年、第23回全国ジュニア・ラグビーフットボール大会（第2ブロック）に東京都スクール代表で優勝し、優秀選手に選ばれた。
國學院大學栃木高等学校（栃木県栃木市）に進学し、高1と高3で花園（全国高等学校ラグビーフットボール大会）に、高2で全国高等学校選抜ラグビーフットボール大会に出場した。
早稲田大学に入る。1年時に関東大学対抗戦の青山学院大学戦に控えのスクラムハーフで出場した。4年時は、関東大学春季大会、関東大学対抗戦、大学選手権の決勝戦まで、全試合に先発出場した。
2025年1月21日、ジャパンラグビーリーグワンの静岡ブルーレヴズにアーリーエントリーでの入団を発表した。同年3月、早稲田大学卒業。